# Мак Меттінглі
Мак Френсіс Меттінглі (англ. Mack Francis Mattingly; нар. 7 січня 1931, Андерсон, Індіана) — американський дипломат і політик-республіканець. З 1981 по 1987 він представляв штат Джорджія у Сенаті США (Меттінглі був першим сенатором-республіканцем від Джорджії після Реконструкції).

## Біографія
На початку 50-х років Мак Меттінглі проходив службу у ВПС США (Hunter Army Airfield у Саванні, штат Джорджія). Після служби в армії, вивчав маркетинг в Університеті Індіани, який закінчив у 1957 зі ступенем бакалавра наук. Потім працював протягом 20 років у IBM у Джорджії, пізніше заснував свою власну компанію, M's Inc., у Брансвіку.
У 1966 році Меттінглі невдало намагався стати членом Палати представників США. Між 1968 і 1975 він був заступником голови Республіканської партії Джорджії, протягом двох років був її головою.
Після відходу з Сенату, Меттінглі був призначений у 1987 році президентом Рональдом Рейганом заступником Генерального секретаря НАТО. Він був призначений президентом Джорджем Бушем-старшим як посол США на Сейшельських островах у 1992 році, залишався на посаді до 1993. У 2000 році він зазнав поразки від Зелла Міллера на виборах до Сенату.
Маттінглі був вперше одружений з 1957 по 1997 (до її смерті). Разом у них дві доньки. Починаючи з 1998 року він вдруге одружився.